# SAD…
「SAD…」（サッド…）は、森重樹一の3枚目のシングル。

## 概要
- 森重樹一 with EXILES名義でのリリース。レコーディングには神田和幸や白浜球が参加。
- 2ndアルバム「Heart of Gold」ではアレンジの違うアルバムバージョンが収録されている。

## 収録曲
| #         | タイトル                         | 作詞      | 作曲      | 時間  |
| --------- | -------------------------------- | --------- | --------- | ----- |
| 1.        | 「SAD…」                         | 森重樹一  | 森重樹一  | 5:56  |
| 2.        | 「ガタガタ言わずに」             | 森重樹一  | 森重樹一  | 5:37  |
| 3.        | 「SAD… (original instrumental)」 | 森重樹一  | 森重樹一  | 5:56  |
| 合計時間: | 合計時間:                        | 合計時間: | 合計時間: | 17:29 |